# Stifftia cayennensis
Stifftia cayennensis là một loài thực vật có hoa trong họ Cúc. Loài này được H.Rob. & B.Kahn miêu tả khoa học đầu tiên năm 1985.